# 3,3-二甲基丁醛
3,3-二甲基丁醛是一种支链的饱和脂肪族醛，具有难闻的气味，可用于合成香水和纽甜。它可由3,3-二甲基-1-丁醇在铜催化下脱氢制得。